# Ton nom
Chansons représentant la Belgique au Concours Eurovision de la chanson
September, gouden roos
(1961) Waarom?
(1963)
Ton nom est une chanson interprétée par Fud Leclerc pour représenter la Belgique au Concours Eurovision de la chanson 1962 se déroulant à Luxembourg.

## À l'Eurovision
Elle est intégralement interprétée en français, l'une des langues nationales de la Belgique, comme le veut la coutume avant 1966. L'orchestre est dirigé par Henri Segers.
Ton nom est la 2e chanson interprétée lors de la soirée, suivant Tipi-tii de Marion Rung pour la Finlande et précédant Llámame de Víctor Balaguer pour l'Espagne.
À la fin du vote, Ton nom termine 13e et dernière, à égalité avec Llámame de Victor Balaguer pour l'Espagne, Nur in der Wiener Luft d'Eleonore Schwarz pour l'Autriche et Katinka des Spelbrekers pour les Pays-Bas, sur 16 chansons, n'ayant obtenu aucun point,.

## Classements

### Classements hebdomadaires
| Classement (1962)                       | Meilleure position |
| --------------------------------------- | ------------------ |
| Belgique (Wallonie Ultratop 50 Singles) | Tip                |